# ラネー合金
ラネー合金（ラネーごうきん、Raney Alloy）は、ある反応に対して触媒活性を有する金属と、その金属が溶解しない酸やアルカリで溶解除去される金属との合金である。1925年にアメリカの技術者マレイ・ラネー (Murray Raney) によって考案された。

## 概要
ラネー合金を酸やアルカリで溶解させて触媒活性を有する金属のみを取り出したもの（この操作を展開という）はラネー触媒と呼ばれる。ラネー触媒は金属が溶解したときに細孔が多数生じてスポンジ状になっている。このため、非常に大きな表面積を有し、極めて高い触媒能力を有する。なお「ラネー」はマレイ・ラネーが勤務していた会社を買収したW.R.Grace & Co.の登録商標となっているため、他社からはスポンジ触媒という名で販売されている。
代表例としては、ニッケルとアルミニウムからなるラネー合金から、水酸化ナトリウム水溶液でアルミニウムのみを溶解除去したラネーニッケル触媒 (英語版) がある。ラネーニッケル触媒はアルミニウムを溶解したときに発生する水素を吸着しているため、水素ガスを使用しなくても水素化の能力がある。水酸化ナトリウムでアルミニウムを除去する工程を活性化とも称する。
ラネーニッケル合金のニッケルとアルミニウムの組成比や展開時の温度やアルカリの濃度によって触媒活性に差が生じる。この触媒は乾燥すると容易に発火するため、水やアルコール中で保存される。

## 用途
有機合成や水素を付加する反応に用いられる。還元性雰囲気中においては白金やパラジウムに匹敵する触媒活性を持つ。そのため、燃料電池等の低コスト化にも使用が検討される。(ただし炭化水素からの改質水素は純度が低いため適さない)